# Облотне
Облотне (пол. Obłotne, нім. Oblath) — село в Польщі, у гміні Сулехув Зеленогурського повіту Любуського воєводства.
Населення — 184 особи (2011).
У 1975-1998 роках село належало до Зеленогурського воєводства.

## Демографія
Демографічна структура станом на 31 березня 2011 року:
|          | Загалом | Допрацездатний вік | Працездатний вік | Постпрацездатний вік |
| -------- | ------- | ------------------ | ---------------- | -------------------- |
| Чоловіки | 90      | 19                 | 63               | 8                    |
| Жінки    | 94      | 23                 | 58               | 13                   |
| Разом    | 184     | 42                 | 121              | 21                   |